# François Jodoin
François Jodoin (Sainte-Adèle, 1960) è un ex sciatore alpino e allenatore di sci alpino canadese.

## Biografia
Specialista delle prove tecniche originario di Sainte-Adèle, Jodin vinse la classifica di slalom speciale in Nor-Am Cup nella stagione 1980-1981 e il titolo canadese nella medesima specialità nel 1983; in seguito prese parte al circuito professionistico nordamericano (Pro Tour), fu allenatore in campo internazionale e introdusse le serie Masters in Québec. Non prese parte a rassegne olimpiche né ottenne piazzamenti in Coppa del Mondo o ai Campionati mondiali.

## Palmarès

### Nor-Am Cup
- Vincitore della classifica di slalom speciale nel 1981[1]

### Campionati canadesi
- 1 medaglia (dati parziali)
  - 1 oro[1][2] (slalom speciale nel 1983)